# 힐다 둘리틀
힐다 둘리틀(Hilda Doolittle, 1886년 9월 10일 ~ 1961년 9월 27일)은 미국의 시인, 소설가이다. H.D.라는 이름으로도 잘 알려져 있다.